# Citoquina inflamatoria
Una citoquina inflamatoria o citoquina proinflamatoria es un tipo de molécula de señalización celular (una citoquina) que es secretada por células inmunitarias como las células T colaboradoras (Th) y los macrófagos, y ciertos otros tipos de células que promueven la inflamación. Incluyen interleucina-1 (IL-1), IL-12 e IL-18, factor de necrosis tumoral alfa (TNF-α), interferón gamma (IFNγ) y factor estimulante de colonias de granulocitos y macrófagos (GM-CSF) y juegan un papel importante en la mediación de la respuesta inmune innata. Las citocinas inflamatorias se producen predominantemente y están involucradas en la regulación positiva de las reacciones inflamatorias.
La producción crónica excesiva de citocinas inflamatorias contribuye a las enfermedades inflamatorias, que se han relacionado con diferentes enfermedades, como la aterosclerosis y el cáncer. La desregulación también se ha relacionado con la depresión y otras enfermedades neurológicas. Es necesario un equilibrio entre las citocinas proinflamatorias y antiinflamatorias para mantener la salud. El envejecimiento humano y el ejercicio también juegan un papel en la cantidad de inflamación por la liberación de citocinas proinflamatorias.
Las terapias para tratar enfermedades inflamatorias incluyen anticuerpos monoclonales que neutralizan las citoquinas inflamatorias o sus receptores.

## Definición
Una citocina inflamatoria es un tipo de citocina (una molécula de señalización) secretada por las células inmunitarias y ciertos otros tipos de células que promueven la inflamación. Las citoquinas inflamatorias son producidas predominantemente por células T auxiliares (Th) y macrófagos y están involucradas en la regulación positiva de las reacciones inflamatorias. Las terapias para tratar enfermedades inflamatorias incluyen anticuerpos monoclonales que neutralizan las citocinas inflamatorias o sus receptores.
Las citocinas inflamatorias incluyen interleucina-1 (IL-1), IL-12 e IL-18, factor de necrosis tumoral alfa (TNF-α), interferón gamma (IFNγ) y factor estimulante de colonias de granulocitos y macrófagos (GM-CSF).

## Función
Las citocinas inflamatorias desempeñan un papel en el inicio de la respuesta inflamatoria y en la regulación de la defensa del huésped contra los patógenos que median en la respuesta inmunitaria innata. Algunas citocinas inflamatorias tienen funciones adicionales, como actuar como factores de crecimiento. Las citoquinas proinflamatorias como IL-1β, IL-6 y TNF-α también desencadenan dolor patológico. Mientras que la IL-1β es liberada por monocitos y macrófagos, también está presente en las neuronas nociceptivas DRG. IL-6 juega un papel en la reacción neuronal a una lesión. El TNF-α es una citoquina proinflamatoria bien conocida presente en las neuronas y la glía. El TNF-α a menudo participa en diferentes vías de señalización para regular la apoptosis en las células. La producción crónica excesiva de citocinas inflamatorias contribuye a las enfermedades inflamatorias. que se han relacionado con diferentes enfermedades, como la aterosclerosis y el cáncer. La desregulación de las citocinas proinflamatorias también se ha relacionado con la depresión y otras enfermedades neurológicas. Es necesario un equilibrio entre las citocinas proinflamatorias y antiinflamatorias para mantener la salud. El envejecimiento y el ejercicio también juegan un papel en la cantidad de inflamación por la liberación de citocinas proinflamatorias.

## Impactos negativos
Debido a su acción proinflamatoria, una citocina proinflamatoria tiende a empeorar la enfermedad en sí misma o los síntomas relacionados con una enfermedad al causar fiebre, inflamación, destrucción de tejidos y, en algunos casos, incluso shock y muerte. Se ha demostrado que cantidades excesivas de citoquinas proinflamatorias causan efectos perjudiciales.

### En el riñón
Una citocina proinflamatoria afecta las funciones de los transportadores y los canales iónicos de la nefrona. Como resultado, hay un cambio en la actividad de los canales de iones de potasio (K+) que cambia el transporte transepitelial de solutos y agua en el riñón. Las células del túbulo proximal del riñón producen citoquinas proinflamatorias en respuesta al lipopolisacárido. Las citoquinas proinflamatorias afectan los canales renales de K+. IFNγ causa supresión retardada y estimulación aguda del canal de K+ de 40 pS. Además, el factor de crecimiento transformante beta 1 (TGF-β1) activa el canal de potasio activado por calcio (KCa3.1) que podría estar involucrado en los efectos perjudiciales de la fibrosis renal.

### Enfermedad de injerto contra huésped
La enfermedad de injerto contra huésped (EICH) se dirige a JAK 1 y 2, la proteína tirosina quinasa humana requerida para la señalización en múltiples citoquinas. Cuando estas quinasas se activan, las proteínas de señal de la familia de proteínas transductoras de señal y activadoras de la transcripción (STAT), que incluyen factores de transcripción para genes diana que desempeñan funciones proinflamatorias, se fosforilan. La gravedad de la EICH es muy variable y está influenciada por la cantidad de células nativas presentes en el medio ambiente junto con otros fenotipos de células T reguladoras, TH1, TH2 o TH17 . Se ha demostrado que las células T productoras de IL-17 CD4 + y CD8 causan aTH1, provocando inflamación tisular y provocando una GVHD grave.
Una citocina proinflamatoria provoca hiperinflamación, la principal causa de destrucción del tejido pulmonar en la fibrosis quística. Con una respuesta inflamatoria tan fuerte y un número elevado de células inmunitarias, los pulmones de los pacientes con fibrosis quística no pueden eliminar las bacterias y se vuelven más susceptibles a las infecciones. Una alta prevalencia (40-70%) de pacientes con fibrosis quística muestran signos de asma, posiblemente debido a la deficiencia primaria en el regulador de conductancia transmembrana de fibrosis quística (CFTR). Las células T colaboradoras deficientes en CFTR crean un ambiente inflamatorio que tiene altas concentraciones de TNF-α, IL-8 e IL-13, lo que contribuye a aumentar la contractilidad del músculo liso de las vías respiratorias.

### En enfermedades cardiovasculares
La aterosclerosis induce un endotelio disfuncional, que recluta células inmunitarias que forman lesiones. Los mediadores proinflamatorios causan inflamación después de que los ligandos en la vasculatura del corazón activen las células inmunitarias.

### En el metabolismo del tejido adiposo y la obesidad
Una citocina proinflamatoria puede estar presente en los tejidos adiposos. Los adipocitos generan TNF-α y otras interleucinas. Las citoquinas derivadas del tejido adiposo sirven como reguladores remotos como las hormonas. Los estudios han demostrado que las concentraciones de TNF-α e IL-6 están elevadas en la obesidad. La obesidad deja un exceso de nutrientes para el organismo, lo que hace que los adipocitos liberen más citocinas proinflamatorias. Los macrófagos activados clásicamente en la grasa visceral se acumulan en los tejidos grasos y liberan continuamente citoquinas proinflamatorias, causando inflamación crónica en individuos obesos.

### En la artrosis
Se ha descubierto que TNF-α, IL-1 e IL-6 desempeñan un papel fundamental en la degradación de la matriz del cartílago y la reabsorción ósea en la osteoartritis. Los estudios en animales indican que las citoquinas inflamatorias pueden estimular a los condrocitos para que liberen proteasa que degrada el cartílago en la osteoartritis. Sin embargo, este hallazgo no se traduce necesariamente en el Homo sapiens, ya que la osteoartritis en humanos se considera más compleja que cualquier modelo animal.

## Implicaciones clínicas
La reducción de la actividad biológica de la citoquina proinflamatoria puede reducir la peor parte del ataque de las enfermedades.
El bloqueo de IL-1 o TNF-α ha tenido un gran éxito para ayudar a pacientes con artritis reumatoide, enfermedad inflamatoria intestinal o enfermedad de injerto contra huésped (EICH). Sin embargo, la estrategia aún no ha tenido éxito en humanos con sepsis. Los efectos terapéuticos de la acupuntura pueden estar relacionados con la capacidad del cuerpo para suprimir una variedad de citocinas proinflamatorias, como el factor de necrosis tumoral alfa (TNF-α), IL-1B, IL-6 e IL-10.
Se ha demostrado que el estrógeno promueve la curación al disminuir la producción de varias citoquinas proinflamatorias como IL-6, TNF-α, y el factor inhibidor de la migración de macrófagos (MIF). Los niveles elevados de MIF a menudo se encuentran en el sitio de las úlceras crónicas que no cicatrizan, y esos niveles caen significativamente con la cicatrización exitosa. Una revisión de 2005 de los datos experimentales mostró que "...el estrógeno regula la curación casi exclusivamente a través de la regulación negativa de MIF e identifica nuevos objetivos genéticos regulados por MIF y grupos asociados con la curación aberrante". Al regular a la baja el MIF, el estrógeno puede promover la curación, según lo correlacionan los estudios clínicos sobre el envejecimiento de la piel y las heridas de la piel. Desafortunadamente, la terapia con estrógenos tiene efectos cancerígenos conocidos, como lo menciona la Sociedad Estadounidense del Cáncer (mayor incidencia de cáncer de mama en mujeres que se someten a terapia hormonal sustitutiva TRH en inglés. Sin embargo, los científicos podrían hacer descubrimientos importantes en el futuro mediante el estudio de "efectos posteriores sobre los genes/factores que median los efectos del estrógeno en la curación".
Algunas investigaciones también sugieren un efecto inmunorregulador de la vitamina D, que se ha demostrado que reduce la secreción de citoquinas inflamatorias específicas.